# 章凱
章凱，清朝政治人物。
嘉庆二十五年五月初七，由四川按察使调任廣西按察使。嘉庆二十五年十一月初七（1820年12月12日），召京。